# Maduka Okoye
Maduka Emilio Okoye (Düsseldorf, 28 augustus 1999) is een Nigeriaans-Duits voetballer die speelt als doelman. In augustus 2023 verruilde hij Watford voor Udinese. Okoye debuteerde in 2019 in het Nigeriaans voetbalelftal.

## Clubcarrière
Okoye speelde in de jeugdopleiding van Bayer Leverkusen en werd in 2017 overgenomen door Fortuna Düsseldorf, de club uit zijn geboorteplaats. Bij deze club zou hij drie seizoenen als doelman van het reserveteam uitkomen in de Regionalliga West. In de zomer van 2020 verliep de verbintenis van Okoye bij Fortuna. Hierop trok hij transfervrij naar Sparta Rotterdam, waar hij zijn handtekening zette onder een verbintenis voor de duur van twee seizoenen met een optie op twee jaar extra.
Sparta en Watford bereikten in november 2021 een akkoord over een overgang van de Nigeriaanse doelman in januari 2022, waarna hij nog wel het seizoen op huurbasis zou afmaken in Rotterdam. Er zou circa zeven miljoen euro gemoeid zijn met de transfer, waarmee Okoye de duurste uitgaande transfer van Sparta zou worden. Op 23 augustus 2022 maakte Okoye zijn debuut voor Watford in de EFL Cup-wedstrijd tegen Milton Keynes Dons, die met 2–0 verloren ging. Dat was dezelfde uitslag als bij zijn tweede en laatste wedstrijd voor Watford, ditmaal in de eerste ronde van de FA Cup tegen Reading.
De Nigeriaan verkaste in augustus 2023 naar Udinese, waar hij zijn handtekening zette onder een verbintenis voor de duur van vier seizoenen. Hij begon als tweede doelman achter Marco Silvestri. Hij maakte op 1 november zijn debuut in de eerste ronde van de Coppa Italia tegen Cagliari, die na verlenging met 1–2 verloren ging. Op 30 december maakte hij zijn debuut in de Serie A tegen Bologna, waarin hij met 3–0 won en zijn doel schoonhield. Aan het begin van het seizoen 2024/25 werd zijn contract opengebroken en met een jaar verlengd, tot medio 2028. De doelman werd in juni 2025 aangeklaagd voor matchfixing, aangezien er verdachte weddenschappen waren ingezet op een gele kaart van de doelman, die hij in maart 2024 tegen Lazio pakte vanwege tijdrekken.

## Clubstatistieken
| Seizoen | Club                  | Competitie        | Competitie | Competitie | Beker | Beker | Internationaal | Internationaal | Totaal | Totaal |
| Seizoen | Club                  | Competitie        | Wed.       | Dlp.       | Wed.  | Dlp.  | Wed.           | Dlp.           | Wed.   | Dlp.   |
| ------- | --------------------- | ----------------- | ---------- | ---------- | ----- | ----- | -------------- | -------------- | ------ | ------ |
| 2017/18 | Fortuna Düsseldorf II | Regionalliga West | 5          | 0          | —     | —     | —              | —              | 5      | 0      |
| 2018/19 | Fortuna Düsseldorf II | Regionalliga West | 15         | 0          | —     | —     | —              | —              | 15     | 0      |
| 2019/20 | Fortuna Düsseldorf II | Regionalliga West | 14         | 0          | —     | —     | —              | —              | 14     | 0      |
| 2020/21 | Sparta Rotterdam      | Eredivisie        | 29         | 0          | 1     | 0     | —              | —              | 30     | 0      |
| 2021/22 | Sparta Rotterdam      | Eredivisie        | 16         | 0          | 1     | 0     | —              | —              | 17     | 0      |
| 2021/22 | Watford               | Premier League    | —          | —          | —     | —     | —              | —              | 0      | 0      |
| 2021/22 | → Sparta Rotterdam    | Eredivisie        | 14         | 0          | 0     | 0     | —              | —              | 14     | 0      |
| 2022/23 | Watford               | Championship      | 0          | 0          | 2     | 0     | —              | —              | 2      | 0      |
| 2023/24 | Udinese               | Serie A           | 21         | 0          | 1     | 0     | —              | —              | 22     | 0      |
| 2024/25 | Udinese               | Serie A           | 25         | 0          | 1     | 0     | —              | —              | 26     | 0      |
| Totaal  | Totaal                | Totaal            | 139        | 0          | 6     | 0     | 0              | 0              | 145    | 0      |

Bijgewerkt op 2 juli 2025.

## Interlandcarrière
Okoye maakte zijn debuut in het Nigeriaans voetbalelftal op 13 oktober 2019, toen een vriendschappelijke wedstrijd tegen Brazilië met 1–1 gelijkgespeeld werd. Okoye moest van bondscoach Gernot Rohr op de reservebank beginnen en viel achttien minuten na rust in voor Francis Uzoho. Op dat moment was de eindstand al bereikt door treffers van Joe Aribo en Casemiro. De andere debutant dit duel was Peter Olayinka (Slavia Praag).
| Interlands van Maduka Okoye voor Nigeria | Interlands van Maduka Okoye voor Nigeria | Interlands van Maduka Okoye voor Nigeria | Interlands van Maduka Okoye voor Nigeria | Interlands van Maduka Okoye voor Nigeria | Interlands van Maduka Okoye voor Nigeria | Interlands van Maduka Okoye voor Nigeria |
| №                                        | Datum                                    | Wedstrijd                                | Uitslag                                  | Competitie                               | Goals                                    |                                          |
| Als speler bij Fortuna Düsseldorf        | Als speler bij Fortuna Düsseldorf        | Als speler bij Fortuna Düsseldorf        | Als speler bij Fortuna Düsseldorf        | Als speler bij Fortuna Düsseldorf        | Als speler bij Fortuna Düsseldorf        | Als speler bij Fortuna Düsseldorf        |
| ---------------------------------------- | ---------------------------------------- | ---------------------------------------- | ---------------------------------------- | ---------------------------------------- | ---------------------------------------- | ---------------------------------------- |
| 1                                        | 13 oktober 2019                          | Brazilië – Nigeria                       | 1 – 1                                    | Vriendschappelijk                        |                                          |                                          |
| Als speler bij Sparta Rotterdam          |                                          |                                          |                                          |                                          |                                          |                                          |
| 2                                        | 9 oktober 2020                           | Nigeria – Algerije                       | 0 – 1                                    | Vriendschappelijk                        |                                          |                                          |
| 3                                        | 13 oktober 2020                          | Nigeria – Tunesië                        | 1 – 1                                    | Vriendschappelijk                        |                                          |                                          |
| 4                                        | 13 november 2020                         | Nigeria – Sierra Leone                   | 4 – 4                                    | AK 2021 kwalificatie                     |                                          |                                          |
| 5                                        | 17 november 2020                         | Sierra Leone – Nigeria                   | 0 – 0                                    | AK 2021 kwalificatie                     |                                          |                                          |
| 6                                        | 27 maart 2021                            | Benin – Nigeria                          | 0 – 1                                    | AK 2021 kwalificatie                     |                                          |                                          |
| 7                                        | 4 juni 2021                              | Nigeria – Kameroen                       | 0 – 1                                    | Vriendschappelijk                        |                                          |                                          |
| 8                                        | 8 juni 2021                              | Kameroen – Nigeria                       | 0 – 0                                    | Vriendschappelijk                        |                                          |                                          |
| 9                                        | 3 september 2021                         | Nigeria – Liberia                        | 2 – 0                                    | WK 2022 kwalificatie                     |                                          |                                          |
| 10                                       | 7 september 2021                         | Kaapverdië – Nigeria                     | 1 – 2                                    | WK 2022 kwalificatie                     |                                          |                                          |
| 11                                       | 10 oktober 2021                          | Centraal-Afrikaanse Republiek – Nigeria  | 0 – 2                                    | WK 2022 kwalificatie                     |                                          |                                          |
| 12                                       | 13 november 2021                         | Liberia – Nigeria                        | 0 – 2                                    | WK 2022 kwalificatie                     |                                          |                                          |
| 13                                       | 16 november 2021                         | Nigeria – Kaapverdië                     | 1 – 1                                    | WK 2022 kwalificatie                     |                                          |                                          |
| 14                                       | 11 januari 2022                          | Nigeria – Egypte                         | 1 – 0                                    | AK 2021 kwalificatie                     |                                          |                                          |
| 15                                       | 15 januari 2022                          | Nigeria – Soedan                         | 3 – 1                                    | AK 2021 kwalificatie                     |                                          |                                          |
| 16                                       | 23 januari 2022                          | Nigeria – Tunesië                        | 0 – 1                                    | AK 2021 kwalificatie                     |                                          |                                          |
| Als speler bij Udinese                   |                                          |                                          |                                          |                                          |                                          |                                          |
| 17                                       | 18 november 2024                         | Nigeria – Rwanda                         | 1 – 2                                    | AK 2025 kwalificatie                     |                                          |                                          |
| 18                                       | 6 juni 2025                              | Rusland – Nigeria                        | 1 – 1                                    | Vriendschappelijk                        |                                          |                                          |

Bijgewerkt op 2 juli 2025.